# EZ-Lauf
Der EZ-Lauf (voller Name Eßlinger Zeitung Lauf um den Sport-Flöss-Pokal, bis 2009 EZ-City-Lauf) ist ein Volkslauf in Esslingen am Neckar, der seit 1999 stattfindet. Die von der Eßlinger Zeitung und der TSG Esslingen organisierte Veranstaltung ist das größte Breitensport-Ereignis im Landkreis Esslingen.
Der Hauptlauf geht seit 2003 über 10 km (zuvor über ca. 8,5 km) und verläuft auf einem nach den Richtlinien des DLV mit dem Jones-Counter vermessenen 2,5-km-Rundenkurs durch die Innenstadt von Esslingen. Außerdem gehören Kinder- und Schülerläufe zum Programm. Wegen der Kopfsteinpflaster-Passagen gilt der Kurs als anspruchsvoll.
Der EZ-Lauf ist Mitglied der German Road Races.

## Statistik

### Streckenrekorde
- Männer: 32:46 min, Martin Beckmann, 2012
- Frauen: 37:43 min, Katharina Becker, 2012

### Siegerliste
| Datum         | Männer              | Nation      | Zeit  | Frauen               | Nation      | Zeit  |
| ------------- | ------------------- | ----------- | ----- | -------------------- | ----------- | ----- |
| 3. Juli 2022  | Christian Muth      | Deutschland | 35:57 | Kristin Buser        | Deutschland | 41:39 |
| 5. Juli 2015  | Martin Beckmann -2- | Deutschland | 26:07 | Stephanie Beckmann   | Deutschland | 29:38 |
| 7. Juli 2014  | Tobias Sauter       | Deutschland | 33:51 | Barbara Rössle       | Deutschland | 41:17 |
| 6. Juli 2013  | Robel Mesgena       | Deutschland | 34:42 | Katharina Becker -2- | Deutschland | 38:28 |
| 8. Juli 2012  | Martin Beckmann     | Deutschland | 32:46 | Katharina Becker     | Deutschland | 37:43 |
| 3. Juli 2011  | Peter Keinath       | Deutschland | 33:59 | Karen Freund         | Deutschland | 40:28 |
| 11. Juli 2010 | Steffen Lang        | Deutschland | 37:15 | Christine Sigg-Sohn  | Deutschland | 43:17 |
| 5. Juli 2009  | Michael Pfeiffer    | Deutschland | 33:47 | Anne Zanzinger       | Deutschland | 39:44 |
| 6. Juli 2008  | Eduard Scherer -2-  | Deutschland | 32:56 | Claudia Takruri      | Deutschland | 43:28 |
| 8. Juli 2007  | Jonathan Post       | Deutschland | 32:59 | Karin Kern           | Deutschland | 41:29 |
| 9. Juli 2006  | Eduard Scherer      | Deutschland | 34:06 | Ute Philippi         | Deutschland | 40:38 |
| 3. Juli 2005  | Baldassare Vannacci | Italien     | 34:38 | Kathrin Knodel -2-   | Deutschland | 40:06 |
| 4. Juli 2004  | Hendrik Reininger   | Deutschland | 34:27 | Sylvia Frölich       | Deutschland | 40:37 |
| 6. Juli 2003  | Wolfgang Schütz     | Deutschland | 34:07 | Kathrin Knodel       | Deutschland | 39:31 |
| 7. Juli 2002  | Jörg Hustig -2-     | Deutschland |       | Elke Rosenauer       | Deutschland |       |
| 8. Juli 2001  | Jörg Hustig         | Deutschland |       | Stephanie Maier      | Deutschland |       |
| 2. Juli 2000  | Kim Bauermeister    | Deutschland |       | Adelheid Kreusel     | Deutschland |       |

### Entwicklung der Finisherzahlen
| Jahr | Hauptlauf | davon Frauen |
| ---- | --------- | ------------ |
| 2013 | 1590      | 432          |
| 2012 | 1436      | 381          |
| 2011 | 1458      | 369          |
| 2010 | 1273      | 310          |
| 2009 | 1555      | 367          |
| 2008 | 1408      | 321          |
| 2007 | 1248      | 278          |
| 2006 | 1157      | 245          |
| 2005 | 1236      | 284          |
| 2004 | 1064      | 286          |
| 2003 | 0925      | 218          |
| 2002 | 0701      | 174          |
| 2001 | 0738      |              |
| 2000 | 0313      |              |